# Obhut
Der Rechtsbegriff Obhut bezeichnet die Fürsorge- oder Schutzpflicht eines Rechtssubjekts gegenüber Personen, Tieren oder Sachen.

## Allgemeines
Das Wort „Obhut“ erschien erstmals 1641 bei Justus Georg Schottelius und danach 1691 bei Kaspar von Stieler. Das Präfix „Ob“ (wie in Obdach) steht für die „bergende, Unheil fernhaltende Kraft“. „Hut“ wiederum stammt von „hüten, behüten“. Obhut bedeutet deshalb so viel wie „Schutz, Fürsorge, Aufsicht“. Aus ihm entwickelten sich die Obhutspflicht und Obhutshaftung.

## Rechtsfragen
Allgemein ist zu unterscheiden zwischen der Obhut für Personen, für fremde Sachen und Tiere.
Personen
Die Obhut über Personen ist insbesondere von Bedeutung in der Personenbeförderung, bei der Einbringung von Sachen bei Gastwirten, im Familienrecht, beim Heimvertrag und im Reiserecht.
Befinden sich Personen unter Obhut einer anderen Person, so ist meist das Familienrecht anwendbar. Steht die elterliche Sorge für ein Kind den Eltern gemeinsam zu, so kann der Elternteil, in dessen Obhut sich das Kind befindet, Unterhaltsansprüche des Kindes gegen den anderen Elternteil geltend machen (§ 1629 Abs. 2 BGB). Der Umgang des Kindes mit den Eltern berechtigt nach § 1684 Abs. 1 BGB den Umgang mit jedem Elternteil. Weitere Obhutsfragen klären § 1713 BGB, § 1748 BGB und § 1751 BGB. In der Jugendhilfe ist nach § 42 SGB VIII die Inobhutnahme von Kindern und Jugendlichen geregelt. Das Kind oder der Jugendliche ist in Obhut zu nehmen, wenn eine dringende Gefahr besteht und die Entscheidung des Gerichts nicht abgewartet werden kann (§ 8a Abs. 2 SGB VIII). Der Heimvertrag gemäß § 7 WBVG sichert dem Verbraucher die Obhut durch Überlassung von Wohnraum und Erbringung von Pflege- oder Betreuungsleistungen zu. Im Reiserecht stellen Verletzungen der Fürsorgepflicht oder der Obhut (Verkehrssicherungspflichten) gemäß § 651i Abs. 2 BGB einen Reisemangel dar. Der Gastwirt muss bei der Beherbergung gemäß § 701 Abs. 2 BGB für alle von Gästen eingebrachten Sachen die Haftung übernehmen; Sachen gelten als eingebracht, wenn sie der Gastwirt oder seine Erfüllungsgehilfen in Obhut nehmen.
Bestraft wird gemäß § 225 Abs. 1 Nr. 1 StGB wegen Misshandlung von Schutzbefohlenen, wer unter anderem eine Person unter achtzehn Jahren oder eine wegen Gebrechlichkeit oder Krankheit wehrlose Person, die seiner Fürsorge oder Obhut untersteht, quält oder misshandelt oder wer durch böswillige Vernachlässigung seiner Pflicht, für sie zu sorgen, sie an der Gesundheit schädigt.
Sachen
Die Obhut spielt insbesondere eine Rolle bei Lagerverträgen, Raummiete und Transportverträgen.
Der für die Obhutshaftung relevante Obhutszeitraum des Frachtführers, Spediteurs, Lagerhalters oder Verfrachters beginnt stets mit der Übernahme des Frachtgutes zur Beförderung und endet mit seiner Ablieferung. Entsprechende Regelungen finden sich in § 425 Abs. 1 HGB (Frachtführer), § 461 Abs. 1 HGB (Spediteur), § 475HGB (Lagerhalter) und § 498 Abs. 1 HGB (Verfrachter). Der Verwahrungsvertrag ist dadurch gekennzeichnet, dass sich der Verwahrer verpflichtet, eine von ihm vom Hinterleger übergebene Sache aufzubewahren (§ 688 BGB), worunter die Gewährung von Raum und Obhut für die Sache zu verstehen ist; hierin besteht die typische Hauptleistungspflicht des Verwahrungsvertrages. Die Verwahrung ist die Gewährung von Raum und Übernahme der Obhut.
Während sich die Miete in der bloßen Gebrauchsüberlassung erschöpft, tritt bei der Verwahrung die besondere Obhutspflicht des Verwahrers hinzu. Zur Verwahrung gehören Kontroll- und Überwachungspflichten, Schutz vor Diebstahl, Beschädigung oder anderen Gefahren. Das Depotgeschäft der Kreditinstitute besteht gemäß § 1 Abs. 1 Nr. 5 KWG in der Verwahrung und Verwaltung von Wertpapieren für andere. Zur Obhut als Teil der Verwahrung von Effekten gehören Aufsichtspflichten wie die ganz besonders sorgsame Prüfung, zu der unter anderem die Informationen über bevorstehende Hauptversammlungen, Ausübung von Bezugsrechten oder die Abwicklung von Kapitalerhöhungen gehören. Um eine bloße Raumgewährung ohne Obhut (Raummiete oder Raumleihe) handelt es sich im Bankwesen bei dem Mietvertrag über ein Bankschließfach.
Tiere
Nach § 3 Nr. 3 TierSchG ist es unter anderem verboten, ein im Haus, Betrieb oder sonst in Obhut des Menschen gehaltenes Tier auszusetzen oder es zurückzulassen, um sich seiner zu entledigen oder sich der Halter- oder Betreuerpflicht zu entziehen. Aussetzen bedeutet hier das Entlassen des Tieres aus der bisherigen Obhut durch Tun oder Unterlassen.

## Abgrenzung
Obhut und Gewahrsam wurden lange Zeit als Synonyme betrachtet. Gewahrsam – überwiegend strafrechtlich verwendet – ist die tatsächliche Herrschaftsgewalt einer Person über eine Sache, so dass für den Rechtsbegriff Obhut der Zusammenhang mit der Obhutspflicht gewonnen werden konnte. Der BGH stellte bereits 1952 klar: „Nach anerkanntem Recht bedeutet der Begriff der Obhut ein Verhältnis des Versicherungsnehmers zu Sachen, das ihn verpflichtet, über die im Rahmen des § 823 BGB jedermann und gegenüber jeder fremden Sache obliegenden allgemeinen Rechtspflichten hinaus für die unversehrte Erhaltung der Sachen Sorge zu tragen“.
Bei den meisten Haftpflichtversicherungen ist die Beschädigung oder Zerstörung von Eigentum unter der Obhut, in Gewahrsam oder unter der Kontrolle eines Versicherungsnehmers vom Versicherungsschutz ausgeschlossen.